# Kōka
Kōka (jap. 甲賀市, -shi) ist eine Stadt in der Präfektur Shiga in Japan.

## Geschichte
Von Januar bis zum Mai 745 befand sich der Sitz des Kaisers im Palast Shigaraki und damit die Hauptstadt Japans im heutigen Stadtteil Shigaraki-machi, bevor sie nach Heijō-kyō zurückverlegt wurde.
Die Stadt (Machi) Kōka (甲賀町) entstand am 1. April 1955 aus dem Zusammenschluss der Mura Aburahi (油日村, -mura), Ōhara (大原村, -mura) und Sayama (佐山村, -mura) im Kōka-gun.
Die Shi Kōka entstand am 1. Oktober 2004 aus dem Zusammenschluss der Gemeinden Kōka, Kōnan (甲南町, -chō), Minakuchi (水口町, -chō), Shigaraki (信楽町, -chō) und Tsuchiyama (土山町, -chō) im selben Gun.
Minakuchi und Tsuchiyama waren Poststationen (宿場町 Shukuba-machi) der Tōkaidō während der Edo-Zeit.

## Sehenswürdigkeiten

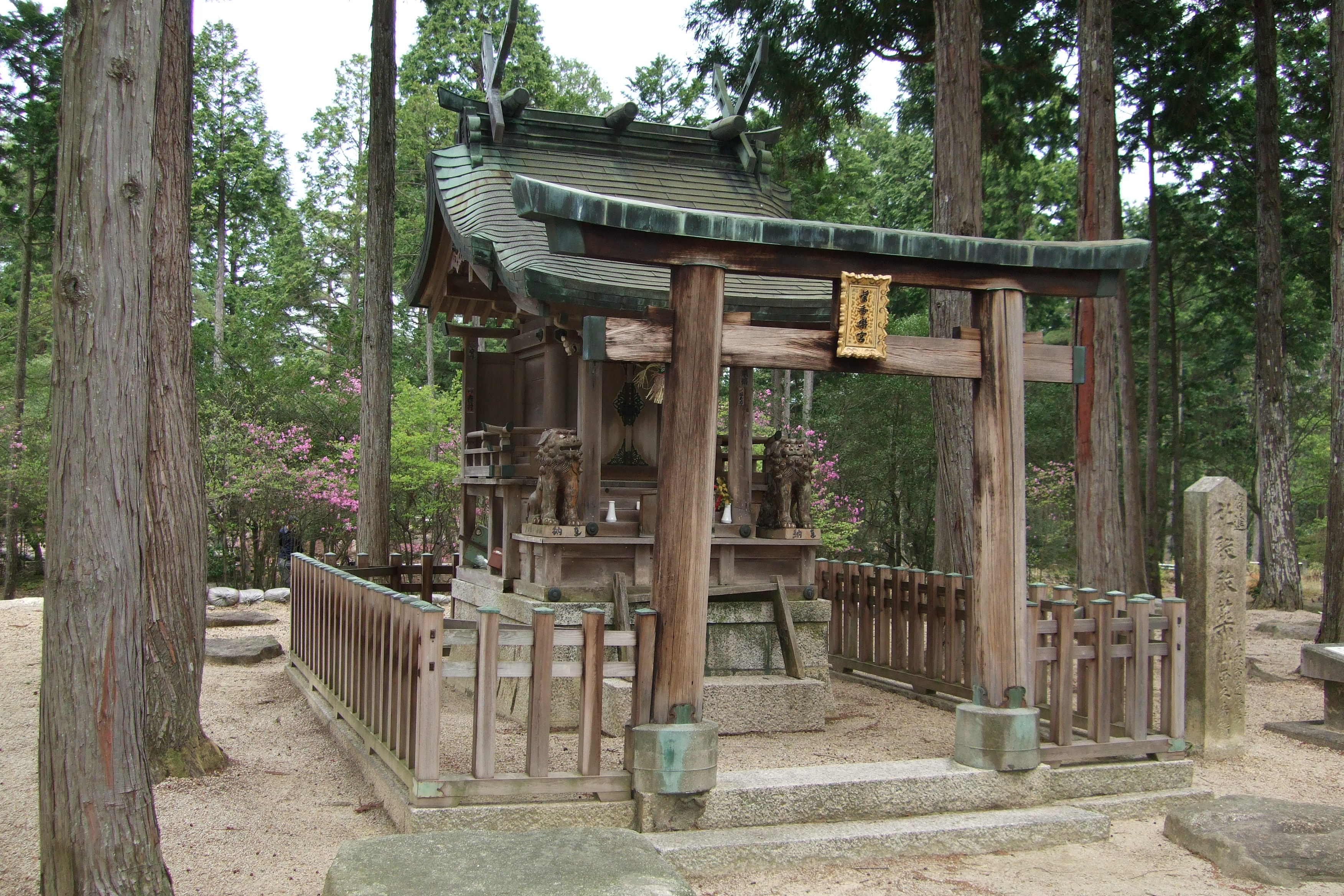
Schrein beim Shigaraki-gū

- Ruinen des Palasts Shigaraki (紫香楽宮跡, Shigaraki-gū-shi bzw. Shigaraki no miya ato)

## Verkehr
- Straße:
  - Nationalstraße 1, nach Tokio oder Osaka
  - Nationalstraßen 307, 422, 477
- Zug: 
  - JR Kusatsu-Linie, nach Iga oder Kusatsu
  - Ōmi Tetsudō Hauptlinie, nach Maibara
  - Shigaraki Kōgen Tetsudō Shigaraki-Linie (verkehrt nur innerstädtisch)

## Söhne und Töchter der Stadt
- Bōjō Toshiaya (1847–1906), Offizier und Politiker
- Masateru Yugami (* 1993), Diskuswerfer
- Masaya Okugawa (* 1996), Fußballspieler

## Angrenzende Städte und Gemeinden

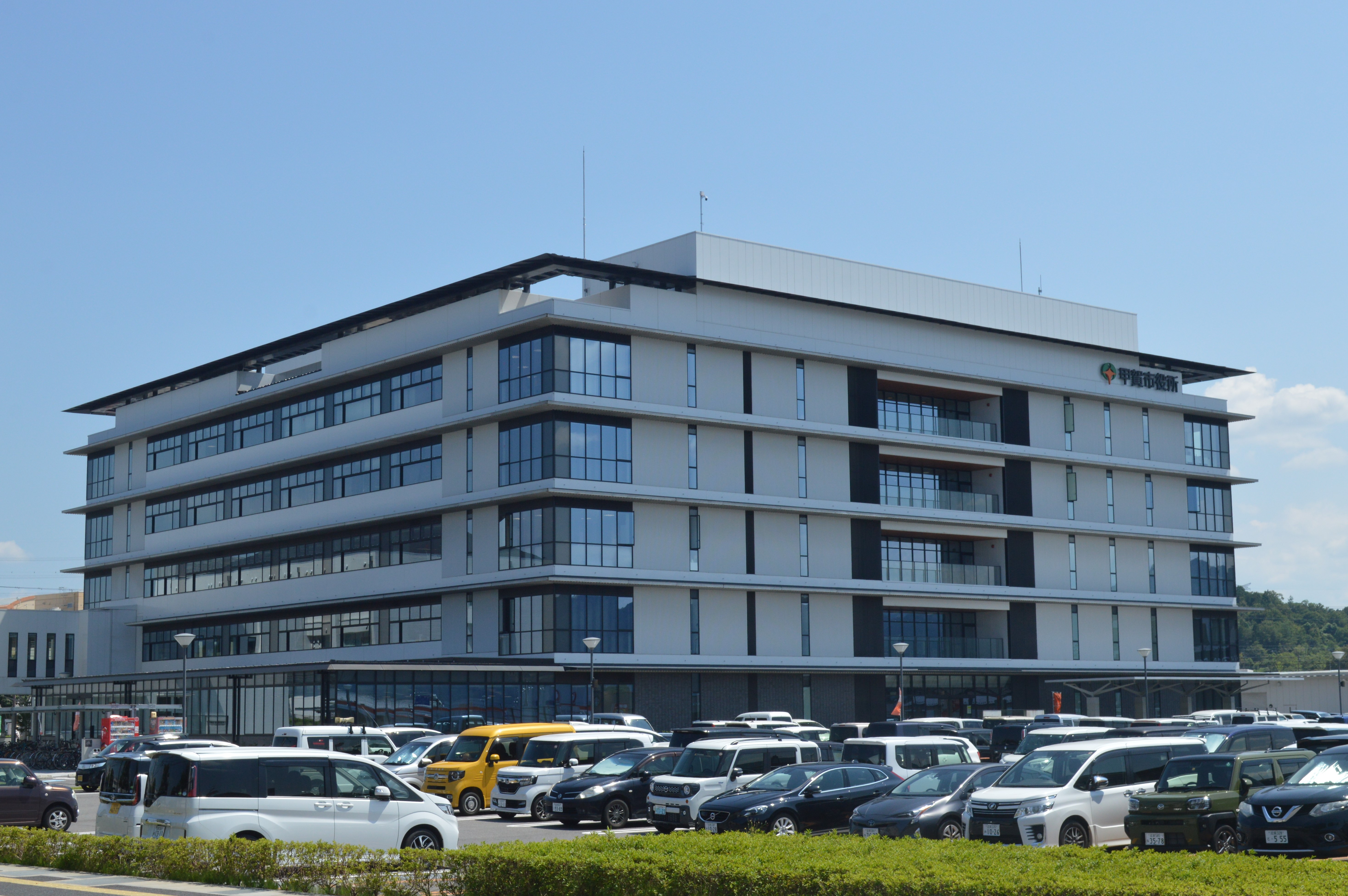
Rathaus

- Ōtsu
- Konan
- Rittō
- Yasu
- Higashiōmi
- Yokkaichi
- Kameyama
- Suzuka
- Iga